# La muralla verde (canción de Enanitos Verdes)
La muralla verde es una canción interpretada por la banda argentina de rock Enanitos Verdes, compuesta por Marciano Cantero y Daniel Piccolo en 1986, originalmente  incluida en su segundo álbum de estudio titulado Contra reloj.

## Historia
Esta versión fue grabada en 1986, e incluida en el álbum de Alcohol Etílico titulado Envasado en origen del mismo año, siendo además uno de los cortes de difusión nacional de dicho trabajo.
La canción se convirtió rápidamente en un éxito en toda América Latina.

## Listas
La versión de La muralla Verde por los Enanitos Verdes es uno de los temas más exitosos de toda la historia del rock en español.
Hacia agosto de 2022, era la canción de rock argentino más escuchada en Spotify.

## Premios y nominaciones
| Año  | Publicación          | País          | Lista                                               | Puesto |
| ---- | -------------------- | ------------- | --------------------------------------------------- | ------ |
| 2006 | Alborde              | EUA           | 500 canciones del Rock Iberoamericano               | 9°     |
| 2009 | Rock en las Américas | Latinoamérica | Las 120 mejores canciones del rock hispanoamericano | 95°    |

## Versiones
- Thalía para su álbum tributo Thalia's Mixtape lanzado en 2023.[9][10]
- Juan Torres para su álbum Cuando calienta el sol.
- Hombres G